# شهربانو (کتاب)
شهربانو کتابی از سوزان فیشر استیپلز با ترجمهٔ سوسن ضیاء است که در سال ۱۳۷۹ منتشر و در مراسم کتاب سال جمهوری اسلامی ایران به‌عنوان کتاب برگزیده معرفی شد.